# El ataque de los tomates asesinos
El ataque de los tomates asesinos (del inglés: Attack of the Killer Tomatoes!) es una película de comedia de bajo presupuesto estrenada en el año 1978, dirigida y escrita por John de Bello en su debut con este largometraje basado en un corto homónimo. Para la realización de esta película se dispuso de un presupuesto de 90.000 dólares. Con motivo de su vigésimo quinto aniversario se ha editado una versión especial en DVD que incluye un montaje especial del director.

## Argumento
Un grupo de tomates modificados genéticamente, a consecuencia de un experimento llevado a cabo por el Gobierno, se rebela y comienza a atacar a la población. Para acabar con el problema, el Gobierno de Estados Unidos decide reunir a un grupo de élite quienes deben atajar el problema.

## Reparto
| Actor            | Papel            |
| ---------------- | ---------------- |
| David Miller     | Mason Dixon      |
| George Wilson    | Jim Richardson   |
| Sharon Taylor    | Lois Fairchild   |
| J. Stephen Peace | Wilbur Finletter |
| Ernie Meyers     | El presidente    |
| Eric Christmas   | Sen. Polk        |
| Ron Shapiro      | Editor de prensa |
| Al Sklar         | Ted Swan         |
| Jerry Anderson   | Mayor Mills      |
| Don Birch        | Anciano          |
| Tom Coleman      | Soldado de canto |
| Art K. Koustik   | Director de Fia  |
| Jack Nolen       | Sen. McKinley    |
| Byron Teegarden  | Dr. Morrison     |
| Paul Oya         | Dr. Nokitofa     |
| Jack Riley       | Vendedor         |
| John Qualls      | Capitán          |
| Ryan Shields     | Tomate asesino   |
| Benita Barton    | Gretta Attenbaum |

## Breve análisis
El film combina un estilo muy próximo al de las películas de terror japonesas de los años 50 aunando el humor propio de las comedias tipo ZAZ de los hermanos Zucker y Jim Abrahams (Airplane! y Scary Movie 3).
Esto hace que cada año el número de seguidores a lo largo y ancho del planeta haya ido aumentando hasta el punto de elevarla al nivel de película de culto. La película posee una duración aproximada de hora y media y la fotografía fue realizada por John K. Cullery, quien no había realizado ninguna otra filmación previamente. El largometraje se realizó con bajo presupuesto y fue filmado con excedentes de rollo de celuloide en 35 mm.

## Spin-offs
La película fue reelaborada en 1990 como Attack of the Killer Tomatoes: The Animated Series, una serie de TV animada que se emitió en Fox Kids, pero a pesar del nombre, se basó en Return of the Killer Tomatoes. Una escena incluía secuencias de acción en vivo de la película Attack of the Killer Tomatoes!.
Una novela publicada en 1997, Attack of the Killer Potatoes, rinde homenaje a la película.
Tres videojuegos diferentes fueron desarrollados; un videojuego de 1986 lanzado para computadoras de 8 bits, el cual se basó en la película, y un videojuego de 1991 lanzado para las consolas Nintendo y Game Boy, el cual se basó en la serie animada.
Viper Comics ha lanzado una adaptación a cómic de la película en octubre de 2008.
La serie de libros de Kim Harrison, The Hollows se basa en un mundo donde los tomates genéticamente modificados acabaron con una parte significativa de la población. La autora reconoció que la inspiración vino de esta película.
En 1999 también se hizo una versión griega, Η επίθεση του γιγαντιαίου μουσακά (El ataque de la musaca asesina).

## Remake
Un remake de la película está en desarrollo para un posible lanzamiento próximo. Kent Nichols y Douglas Sarine, creadores de Ask a Ninja está desarrollando el proyecto. Este será el debut como director de Nichols. M. Dal Walton III está coproduciendo junto con Emmett/Furla Films.

## Recepción crítica
La película fue mal recibida por los críticos, obteniendo 27% de comentarios positivos en RottenTomatoes.com.